# Gynoplistia achlys
Gynoplistia achlys là một loài ruồi trong họ Limoniidae. Chúng phân bố ở miền Australasia.